# Amphimachairodus
Amphimachairodus ist eine Gattung aus der ausgestorbenen Unterfamilie der Säbelzahnkatzen. Sie war im Oberen Miozän sowie im Unteren Pliozän vor rund 10 bis 4,5 Millionen Jahren sowohl in Eurasien als auch in Nordamerika verbreitet. Ihr Ursprung wird in Ostasien vermutet. Fossilreste liegen von zahlreichen Fundstellen vor. Der überwiegende Teil umfasst Schädel- und Gebissmaterial, seltener Elemente des Körperskeletts.
Die Funde verweisen auf einen mittel- bis sehr großen Vertreter der Säbelzahnkatzen, der mitunter die Ausmaße heutiger Löwen und Tiger übertraf. Charakteristisch sind die langgestreckte Schnauze und der breite Hirnschädel. Typisch für die Säbelzahnkatzen waren die oberen Eckzähne stark verlängert und schmal. Aufgrund einiger anatomischer Schädelmerkmale wird angenommen, dass Amphimachairodus in offenen Landschaften lebte und sich von großen Beutetieren ernährte. Die langen Eckzähne dienten dabei zum Aufschlitzen der Kehle. Verbunden war dieses Jagdverhalten mit der Befähigung zur weiten Öffnung des Maules, allerdings bei gleichzeitiger Reduzierung der Beißkraft. Einzelne Befunde wie verheilte Verletzungen deuten auf ein Leben in Sozialverbänden hin.
Die Gattung wurde im Jahr 1929 wissenschaftlich eingeführt. Fossilfunde waren aber schon seit Mitte des 19. Jahrhunderts bekannt. Der Status als eigenständige Gattung setzte sich erst zu Beginn der 2000er Jahre durch, zuvor wurde Amphimachairodus teilweise als Unterform von Machairodus aufgefasst. Es sind rund ein halbes Dutzend Arten anerkannt.

## Merkmale
Amphimachairodus war ein großer Vertreter der Säbelzahnkatzen. Für einige nordamerikanische Angehörige werden Körpergewichtsmaße von rund 144 kg angegeben, eurasische Arten waren mit bis zu 405 kg vermutlich deutlich größer. Die angegebenen Schätzungen sind aber nur bedingt vergleichbar, da für erstere der Oberarmknochen als Bezugsbasis dient, für letztere hingegen der Schädel.
Die Schädellänge von Amphimachairodus variierte je nach Art zwischen 19 und 42 cm. Für die Gattung definierende Merkmale finden sich in dem langgestreckten Rostrum und dem breiten Hirnschädel. Durch die lange Schnauze lag die Orbita etwas zurückgesetzt im Vergleich zu Nimravides oder Machairodus. Ihr vorderer Rand befand sich oberhalb des vierten Prämolaren. Der Jochbogen war im Vergleich zu den genannten Formen kürzer. Er kragte seitlich weit aus, die Breite zwischen den beiden Bögen erreichte rund zwei Drittel der Schädellänge. In Seitenansicht wölbte der Jochbogen auf. Das Stirnbein war breit. Auf dem Scheitelbein erhob sich ein kräftiger Scheitelkamm der bis zu 4 cm hoch werden konnte. Er vereinte sich am hinteren Ende mit dem sehr massiven Kamm des Hinterhauptsbeines. Als auffallendes Kennzeichen an der Schädelbasis zeigte sich der Warzenfortsatz vergrößert. Der Unterkiefer war generell langgestreckt und niedrig. Er wies am Vorderrand eine steil gestellte Symphyse auf. Von den zwei Foramen mentale befand sich das vordere unterhalb des vorderen Drittels des Diastemas, das hintere unterhalb des dritten Prämolaren. Der Kronenfortsatz war schwach entwickelt.
Der Gebissbau von Amphimachairodus ähnelte dem anderer Säbelzahnkatzen. Sowohl die obere wie auch die untere Zahnreihe bestanden aus je drei Schneidezähnen, einem Eckzahn, zwei Prämolaren und einem Molaren. Allerdings konnte bei einigen Formen ein weiterer unterer Prämolar ausgebildet sein. Die oberen Schneidezähne waren vergleichsweise hoch und standen im Halbkreis, der stärker gewölbt war als bei Nimravides oder Machairodus. Die inneren beiden trugen seitlich zusätzliche Höcker. Der obere Eckzahn war typisch für Säbelzahnkatzen massiv. Er hatte eine schmale, säbelartige Gestalt. Seine Länge betrug über die hintere Krümmung gemessen bis zu 20 cm, wovon gut die Hälfte aus dem Kiefer ragte. Die hintere Kante war sägeartig gezähnt. Ein Diastema trennte den Eckzahn jeweils von den Schneidezähnen und dem hinteren Gebiss. Der untere Eckzahn war hingegen deutlich kleiner, überragte aber die Schneidezähne markant. Der hintere obere Prämolar bildet in der Regel einen Teil der Brechschere der Raubtiere. Bei diesem war bei Amphimachairodus der Protoconus, einer der Haupthöcker, eher klein ausgebildet. Am Brechscheren-Gegenstück, dem unteren ersten Molaren, fehlte wiederum das Talonid, ein tieferliegender Bereich der Kauoberfläche.

## Fossilfunde

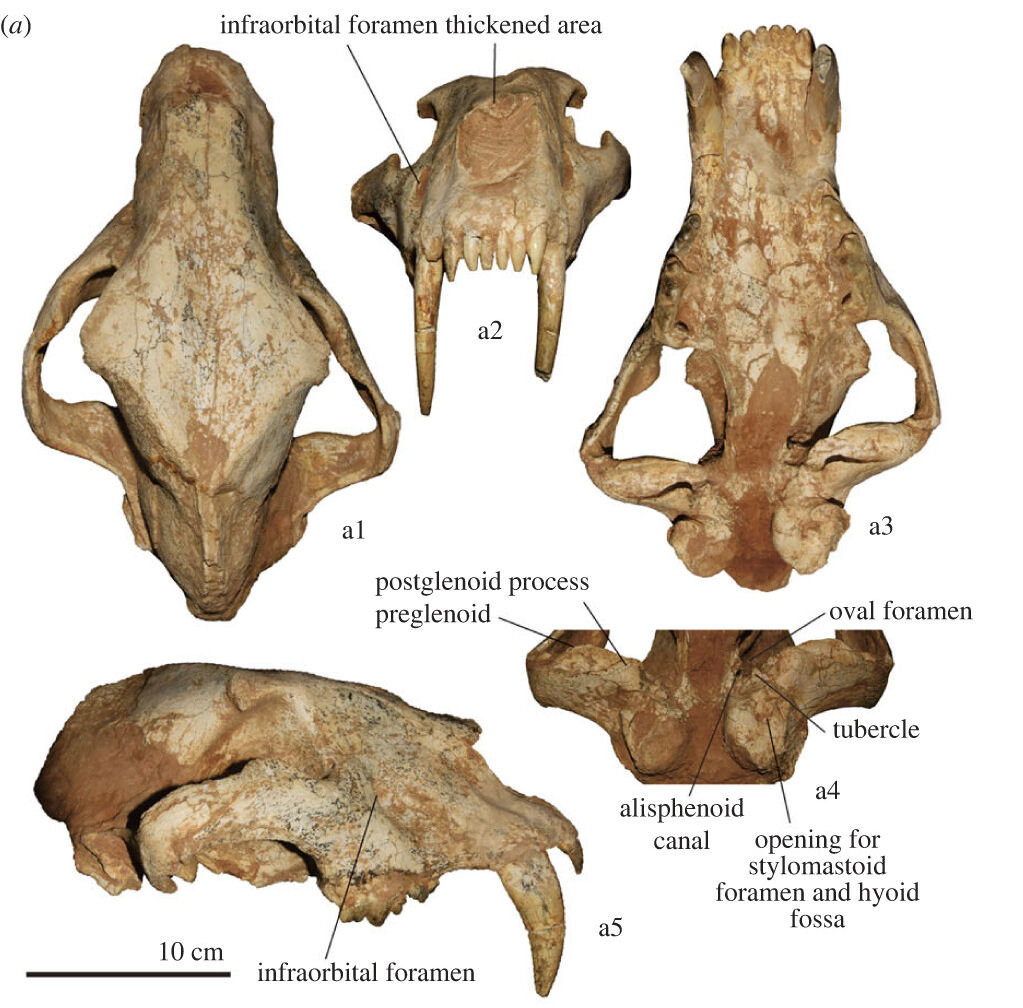
Schädel von Amphimachairodus hezhengensis aus dem Linxia-Becken

Überreste von Amphimachairodus sind aus Eurasien und aus Nordamerika überliefert. Die Form gehört damit zu einer der am weitesten verbreiteten und erfolgreichsten Gattungen der Säbelzahnkatzen. Die ältesten Funde kamen im östlichen Asien zum Vorschein. Sie stammen aus dem Linxia-Becken in der nordchinesischen Provinz Gansu. Der dort aufgefundene nahezu vollständige Schädel gehört dem beginnenden Oberen Miozän vor 9,8 bis 8,7 Millionen Jahren an. Die Gattung bleibt in der Region über eine längere Zeit bis zum ausgehenden Miozän präsent, kommt aber zusätzlich auch im Longjiagou-Becken in Longnan in der gleichen Provinz sowie in Baode in der chinesischen Provinz Shanxi vor. Einige Unterkieferreste mit obermiozäner Zeitstellung wurden des Weiteren vom Nordufer des Chjargas Nuur in der nordwestlichen Mongolei vermeldet. Die frühen Funde aus dem östlichen Asien machen eine Herkunft von Amphimachairodus dort wahrscheinlich. Die Herausbildung der Form hängt möglicherweise ursächlich mit der Anhebung des tibetischen Plateaus zusammen, das im Mittleren Miozän einsetzte und die regionale Ausbreitung offener Landschaften begünstigte.
Weiter westlich ist unter anderem ein vollständiger Unterkiefer mit beiden Ästen aus Sor nahe Pandschakent in westlichen Tadschikistan belegt. Funde von Schädeln aus Kalmakpai im östlichen Kasachstan und aus Kemiklitepe in der westlichen Türkei bestätigen die Anwesenheit von Amphimachairodus im ausgehenden Oberen Miozän im zentralen und westlichen Asien. Gleiches gilt für ein vollständiges Exemplar aus Hadjidimovo im südwestlichen Bulgarien für das südöstliche Europa. Weitere Funde sind aus Griechenland belegt, etwa von der Insel Samos und von Pikermi in der Region Attika beziehungsweise der vorgelagerten Insel Euböa. Letztere Fundstelle barg auch das forschungsgeschichtlich älteste Fossilmaterial von Amphimachairodus, welches bereits im Jahr 1848 als „Felis gigantea“ beschrieben worden war.
In Nordamerika trat Amphimachairodus im entwickelten Oberen Miozän auf (lokalstratigraphisch Hemphilium). Die Gattung erreichte den Kontinent von Asien kommend etwa vor 7,5 Millionen Jahren, was eventuell ebenfalls durch die Ausbreitung offener Landschaften begünstigt wurde. Sie ersetzte dabei ältere Vertreter wie Nimravides, jedoch erfolgte dies eher schrittweise. Die frühesten Belege sind in Form von Unter- und Oberkieferresten aus der Fauna des Withlacoochee River im US-Bundesstaat Florida dokumentiert. Weitere Reste, die aber schon dem ausgehenden Miozän angehören, wurden in weiten Bereichen der USA gefunden, zu den bedeutendsten gehören jene der Coffee Ranch im US-Bundesstaat Texas, der Edson Quarry in Kansas und der Ash-Hollow-Formation in Kansas und Nebraska. Die jüngsten Fossilnachweise stammen von verschiedenen Lokalitäten wie La Plegaria und Ronconada im zentralen Mexiko sowie bei Chihuahua im Norden des Landes. Sie datieren in das Untere Pliozän, womit Amphimachairodus in Nordamerika um einige hunderttausend Jahre länger überlebte als in Eurasien.

## Paläobiologie

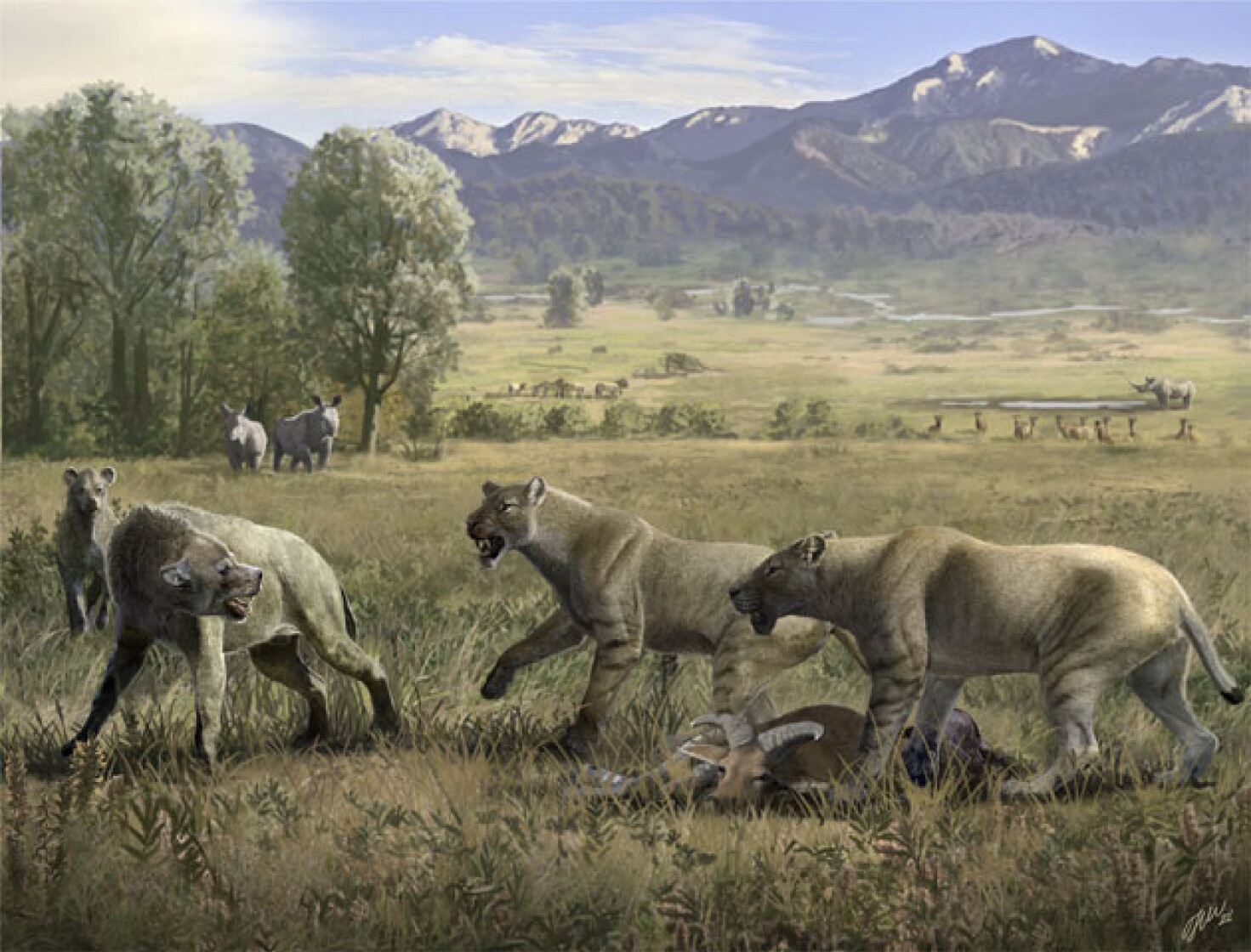
Lebendrekonstruktion von Amphimachairodus

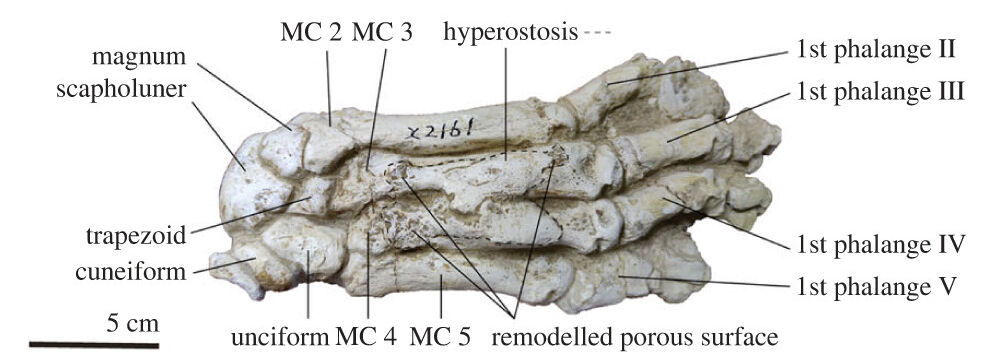
Vorderfuß von Amphimachairodus mit krankhaften Veränderungen

Es wird angenommen, dass Amphimachairodus stärker an offene Landschaften angepasst war. Darauf verweisen einzelne anatomische Merkmale. Hierzu gehört etwa der breite Hirnschädel, der das Rostrum deutlich übertrifft, was auch beim Gepard und beim Schneeleopard vorkommt. In der Regel bewirkt ein breiter Hirnschädel ausgedehnte Stirnhöhlen, welche wiederum mit dem Naseninnenraum in Kontakt stehen und als Wärmepuffer zwischen der kühlen Außenluft und der Körperwärme dienen. Sie sind vor allem bei schneller Fortbewegung von Bedeutung. Auffallend sind auch das lange Rostrum und die dadurch weiter hinten stehenden Orbita. Das Sichtfeld war dadurch bei Amphimachairodus erweitert, was ein schnelles Aufspüren der Beute in den offenen Gebieten ermöglicht, jedoch zum Verlust präziser Fixierung führt. Dies findet sich in einer ähnlichen Konfiguration beim heutigen Löwen, der weitgehend in Savannen jagt. Es weicht aber vom Tiger ab, der eher eine kurze Schnauze mit somit nach vorn verlagerten Augenfenstern besitzt. Das damit engere Sichtfeld erleichtert die direkte Fixierung der Beute. Im Gegensatz zum Löwen nutzt der Tiger bevorzugt Waldlandschaften.
Der im Vergleich zu Machairodus kürzere Jochbogen und massivere Warzenfortsatz bei Amphimachairodus impliziert eine stärkere Entwicklung der Nackenmuskulatur bei letzterem, worauf auch der mächtige Hinterhauptskamm hinweist. Offensichtlich spielte diese eine größere Bedeutung bei der Erlegung der Beute. Der niedrig liegende Gelenkkopf des Unterkiefers ermöglichte darüber hinaus ein weites Öffnen des Maules, eine grundsätzliche Notwendigkeit aufgrund der Entwicklung der großen oberen Eckzähne. In Verbindung mit der massigen Nackenmuskulatur konnten so die Eckzähne effizient in Position zum Beuteangriff gebracht werden. Vermutlich tötete Amphimachairodus seine Beute durch Aufschlitzen der Kehle mit den oberen, fein gezähnten Eckzähnen. Durch die weite Maulöffnung konnten möglicherweise auch extrem große Pflanzenfresser erlegt werden, etwa Giraffenartige oder Nashörner. Ähnliches wird auch für die späteren Formen wie Homotherium angenommen. Im Unterschied dazu hatte Machairodus eine stärker entwickelte Kaumuskulatur, ähnlich wie es bei heutigen Großkatzen der Fall ist, und wodurch bei diesem auch die Beißkraft deutlich größer als bei Amphimachairodus war. Die massige Kaumuskulatur und ihre schädelanatomisch bedingte Anordnung verhinderten zudem ein extrem weites Öffnen des Maules. Des Weiteren waren bei Machairodus die unteren Eckzähne vergleichsweise größer, während die oberen allerdings ebenfalls fein gezähnte Kanten aufwiesen. Anzunehmen ist dadurch, dass Machairodus im Beuteverhalten abweichend von Amphimachairodus und teilweise den heutigen Großkatzen ähnlicher war. Diese erlegen ihre Beute mit einem festen Kehl-, Nacken- oder Maulbiss. Das Beutespektrum von Machairodus beschränkte sich vermutlich auf Pflanzenfresser bis zur Größe der Pferde.
Aus dem Linxia-Becken ist ein pathologisch veränderter Vorderfuß bekannt, der zu Lebzeiten des Individuums ausgeheilt war, die Jagdbefähigung aber einschränkte. Da das Tier über längere Zeit überlebte, spricht dies dafür, dass Amphimachairodus wohl in Sozialverbänden lebte und die Gruppenmitglieder sich gegenseitig versorgten. Vergleichbares ist auch von Smilodon bekannt.

## Systematik
Amphimachairodus ist eine Gattung aus der ausgestorbenen Unterfamilie der Säbelzahnkatzen (Machairodontidae) innerhalb der Familie der Katzen (Felidae). Die Säbelzahnkatzen bilden einen alten Zweig der Katzen. Nach molekulargenetischen Untersuchungen formen sie die Schwestergruppe der heutigen Groß- und Kleinkatzen. Die Abtrennung vom gemeinsamen Zweig fand bereits vor rund 20 Millionen Jahren im Unteren Miozän statt. Das charakteristische Merkmal der Säbelzahnkatzen ist ihr deutlich vergrößerte Eckzahn. Innerhalb der Verwandtschaftsgemeinschaft lassen sich hierbei aber gewisse Variationen beobachten, was zur Aufstellung verschiedener Untergruppen führte. Die Machairodontini (auch Homotheriini genannt) besitzen säbelartige, die Smilodontini dolchartige und die Metailurini weniger auffallend große Eckzähne. Die Gattung Amphimachairodus gehört zu ersterer Gruppe und zeigt engere Bindungen zu Machairodus, der möglicherweise als phylogenetischer Vorläufer fungiert. Einige Autoren stellen daher auch aufgrund einer graduellen Entwicklung die Eigenständigkeit von Amphimachairodus in Frage. Andere Forscher sehen jedoch die Form als gegenüber Machairodus deutlich weiterentwickelt an, was nicht nur anatomische, sondern daraus ableitend auch verhaltensbiologische Unterschiede betrifft, und plädieren daher für eine Abtrennung. Vor allem aufgrund der auffallenden Abweichungen zu Machairodus und teils stärkeren Übereinstimmungen zu Homotherium wird Amphimachairodus mitunter auch in die direkte Entwicklungslinie von letzteren gestellt.
Es sind rund ein halbes Dutzend an Arten innerhalb der Gattung Amphimachairodus anerkannt:
- A. alvarezi Ruiz-Ramoni, Rincón & Montellano-Ballesteros , 2020
- A. coloradensis (Cook, 1922)
- A. giganteus (Wagner, 1848)
- A. hezhengensis Jiangzuo, Werdelin, Sanisidro, Yang, Fu, Li, Wang & Deng , 2023
- A. horribilis (Schlosser, 1903)
- A. palanderi (Zdansky, 1924)

A. alvarezi und A. coloradensis sind weitgehend aus Nordamerika bekannt, während die restlichen Arten in Eurasien vorkommen. Hierbei wurde jedoch A. giganteus zumeist für Europa und das westliche Asien beschrieben, A. horribilis, A. palanderi und A. hezhengensis haben hingegen ihre Nachweise im östlichen Asien. Letzterer repräsentiert den bisher ältesten Vertreter, der zu Beginn des Oberen Miozäns, genauer im Vallesium, auftrat. Alle anderen Formen beschränken sich auf das Turolium. Einzelnen Auffassungen zufolge bilden A. coloradensis und A. alvarezi nordamerikanische Chronospezies, die im Laufe der Zeit an Körpergröße verloren. Ähnliches wird für A. palanderi und A. horribilis für Eurasien angenommen, nur dass bei ihnen die Körpergröße zunahm.
Neben den anerkannten Arten wurden noch zahlreiche weitere beschrieben, so etwa A. irtyschensis, A. kurteni und A. tingii, doch sind diese wohl synonym zu bestehenden Formen, hier im ersteren Fall zu A. horribilis, in letzteren beiden zu A. palanderi. Manche Autoren sehen jedoch A. irtyschensis und A. kurteni auch als eigenständig an. Eine für das nördliche Afrika benannte Art namens A. kabir, anfänglich mit Machairodus in Verbindung gebracht, wird heute zur Gattung Adeilosmilus gestellt.
Eine phylogenetische Analyse aus dem Jahr 2023 konnte die Einheit der Gattung Amphimachairodus nicht bestätigen, da A. hezhengensis näher mit Lokotunjailurus verwandt ist. Letzteres kam aber nur in Afrika vor. Die Autoren der Studie verzichteten allerdings darauf, eine neue Gattung zu etablieren, um die Integrität der eurasisch-nordamerikanischen Vertreter beizubehalten.

## Forschungsgeschichte

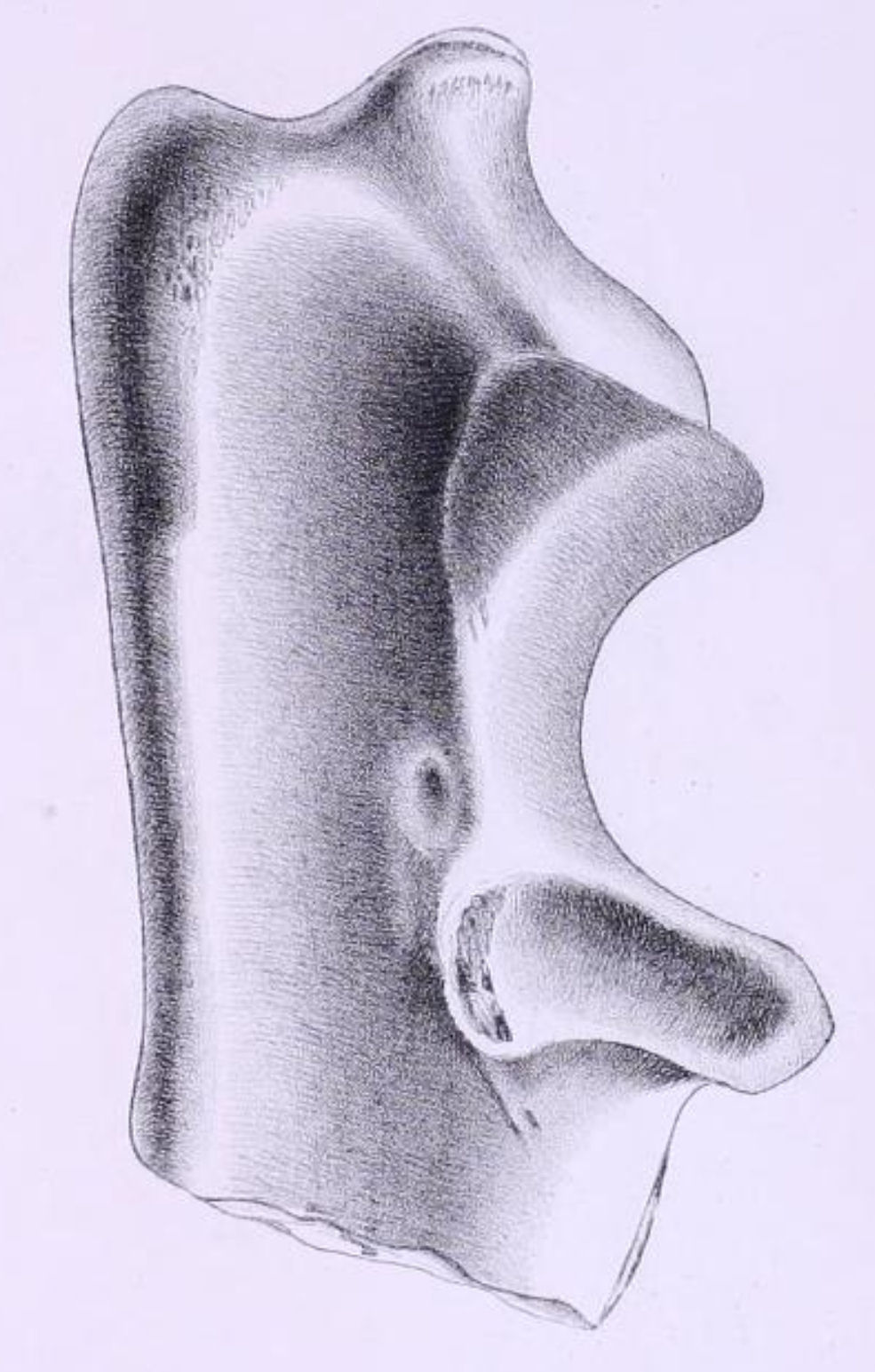
Fragment einer Elle aus Pikermi, veröffentlicht im Jahr 1848

Den forschungsgeschichtlich ersten Fossilfund, der heute mit Amphimachairodus in Verbindung gebracht wird, hatte Johann Andreas Wagner bereits im Jahr 1848 publiziert. Es handelte sich hierbei um das obere Ende einer Elle. Das Stück stammt aus Pikermi in Griechenland und war von Wagner zu „Felis gigantea“ gestellt worden. es bildet heute die Grundlage für die Art A. giganteus. Weiterer 55 Jahre später stellte Max Schlosser umfangreiches Fossilmaterial aus verschiedenen Lokalitäten in China vor, darunter auch Schädelfragmente und isolierte Zähne, die er als zur Art Machairodus horribilis gehörig einstufte. Im Jahr 1924 gliederte Otto Zdansky einzelne Zähne aus Schlossers Material aus und verwies sie zu Machairodus palanderi. Die ersten Funde aus Nordamerika präsentierte Harold J. Cook im Jahr 1922 in einer Fachpublikation. Er berief sich hierbei auf einen fast vollständigen Schädel aus dem Yuma County im US-Bundesstaat Colorado, nach dem Bundesstaat vergab Cook die Bezeichnung Machairodus coloradensis.
Die meisten Arten wurden zur Zeit ihrer Benennung der Gattung Machairodus zugewiesen. Diese war bereits im Jahr 1833 von Johann Jakob Kaup anhand von Funden aus Eppelsheim etabliert worden. Die von Zdansky ausgewiesenen chinesischen Fossilreste bewogen im Jahr 1929 Miklós Kretzoi, die Gattung Amphimachairodus wissenschaftlich einzuführen, was er im Rahmen einer Konferenzpublikation tätigte. Als Nominatform bestimmte Kretzoi daher auch A. palanderi. Der Name Amphimachairodus wurde anfänglich kaum genutzt. Erst Mitte der 1970er Jahre zog Gérard de Beaumont Verbindungen zwischen den ostasiatischen und den europäischen Funden. Hierbei setzte er den von Kretzoi angedachten Gattungsstatus von Amphimachairodus auf den einer Untergattung von Machairodus herab. Es dauerte dann allerdings noch weitere 30 Jahre, bis sich die Eigenständigkeit von Amphimachairodus gegenüber Machairodus durchsetzte. Vorgeschlagen wurde dies von einer Arbeitsgruppe um Mauricio Antón im Jahr 2004. Im Jahr 2013 wurde dann auch der nordamerikanische Zweig um Machairodus coloradensis in die Gattung Amphimachairodus übergeführt.